# 双传学
双传学（1967年1月—），男，汉族，江苏仪征人，中华人民共和国政治人物。现任新华日报社党委书记、社长，新华报业传媒集团董事长。第十四届全国政协委员。